# Vaterpolo klub Marsonia
 Vaterpolski klub Marsonia ili skraćeno VK Marsonia je sportski klub iz Slavonskog Broda.
Klupsko sjedište je na adresi Ivana Gržinića 10, Slavonski Brod.

## Povijest vaterpola u Slavonskom Brodu
Vaterpolo u Slavonskom Brodu ima dugu povijest, ali na alost i dugačak period od skoro pedeset godina neigranja vaterpola. Najranije poznato igranje vaterpola je negdje oko 1950. godine kada se klub zvao Plivački i veslački klub Metalac. Gospodin Miro Bognar je za novine Posavsku Hrvatsku 21.09.2012 dao intervju: 
" Uz pomoć tvornice vagona sagrađeno je drveno plutajuće plivalište, 25 metarski bazen kroz koji je protjecala savska voda. Konstrukcija je izgrađena u tvornici i postavljena je burad. Oko bazena bila je staza obojena crveno po kojoj je sudac za vaterpolo mogao hodati, a visoka skakaonica i sve ograde su bile bijele, kao i kocke po kojima su plivači skakali u bazen."   
Plivalište "Metalca" s 25-metarskim bazenom i šest pruga bilo je 1950. godine najljepše u zemlji. U lipnju iste godine u večernjim satima, pri električnom osvjetljenju održan je plivački dvoboj protiv ekipe SD "Vukovar" u kojem su nastupali plivači svih uzrasta, a rezultat u vaterpolu je bio 14:1 za Brođane. U kolovozu iste godine vaterpolisti brodskog Metalca su se natjecali protiv ekipe "Save" iz Brčkog. Ekipa iz Brčkog je pobijedila Brođane s 3:2. Pisani spomen igranja vaterpola je i iz 1953. godine kada se klub zvao Proleter i igrao je prijateljsku utakmicu s ekipom plivačkog kluba SD Mladost iz Đakova koju su pobijedili s 10:2. Utakmice su se igrale u Đakovu, a potom i u Slavonskom Brodu. Klub 1957. godine mijenja ime u Radnički, a bazen na kojem su se održavala plivačka i vaterpolo natjecanja je stradao 1963. godine kada ga je led zarobio i zdrobio. 
Od 1963 godine do 2012 godine nije postojao klub za igranje vaterpola iako se ljeti na savskom kupalištu Poloj okupi i po 5.000 ljudi dnevno. Vaterpolo se mogao igrati i na bazenima SC Migalovci od 80-tih godina prošlog stoljeća (vanjski bazen 50 x 25 metara), ali nije bilo interesa.

## Povijest kluba
Osnovan 4. veljače 2012. godine. Klub je osnovan u cilju promicanja i razvitka plivanja i vaterpola u gradu Slavonskom Brodu, Brodsko-posavskoj županiji i Republici Hrvatskoj. Boje kluba su plavo - bijele. Prvo ime kluba je bilo Plivački i vaterpolo klub Marsonia, skraćeno PVK Marsonia. Pod tim imenom je nastupao u sezoni 2012 u 3 HVL - istok. Dana 11.10.2012 godine PVK Marsonia se dijeli na dva kluba: Plivački klub Marsonia (PK Marsonia) i Vaterpolo klub Marsonia (VK Marsonia). 
- 27.07.2015 Vaterpolo klub Marsonia na Skupštini kluba mijenja svoj naziv u Vaterpolski klub Marsonia

## Logo Vaterpolskog kluba Marsonia
Od 23.01.2013. godine VK Marsonia koristi novi logotip kluba s natpisom u gornjem dijelu: VATERPOLSKI KLUB, u srednjem dijelu logotipa je slika tvrđave Brod i dva vaterpolista unutar tvrđave od kojih jedan drži loptu za vaterpolo, a drugi pliva i u donjem dijelu logotipa natpis: MARSONIA i ispod toga SLAVONSKI BROD. Turistička zajednica grada Slavonskog Broda je 28.svibnja 2013 godine dodijelila Vaterpolo klubu Marsonia posebno priznanje za promotivne aktivnosti koje poduzima, a koje su u funkciji boljeg pozicioniranja grada Slavonskog Broda na turističkim tržištima, s naglaskom na primjenu vizualnog indentiteta grada Slavonskog Broda u logotipu kluba.

## Prva utakmica
Prva utakmica (neslužbena) odigrana je 9. lipnja 2012. godine protiv VK Đakovo u Đakovu. 
Za ekipu VK Marsonia nastupali su: Domagoj Drmić, Krešimir Gajger, Željko Kovačević, Zdravko Aladrović, Edin Huskić, Tomislav Kurkutović, Marko Ćutič, Davor Hrga, Robert Kovač i Hrvoje Pehar. 
Utakmica je završila rezultatom 7:1 za ekipu VK Đakovo. Jedini strijelac za VK Marsoniju je bio Zdravko Aladrović.

## 3. HVL - istok
- Vaterpolski klub se trenutno natječe u 3. Hrvatskoj vaterpolo ligi- istok ili Slavonskoj ligi.
- prva službena utakmica ujedno i prvo kolo 3. HVL istok, odigrana je 7. srpnja 2012. također u Đakovu protiv VK Đakovo. Utakmica je završila rezultatom 11:3 za VK Đakovo. Prvi povijesni strijelac pogotka za PVK Marsoniju bio je Ranko Milinović koji je zabio i treći gol, dok je drugi gol zabio Zdravko Aladrović.
- u sezoni 2012 u novo osnovanoj ligi su se natjecali klubovi: VK Đakovo, VK Vinkovci, VK Kruna Osijek i PVK Marsonia

- u sezoni 2013 nastupaju klubovi: VK Marsonia, VK Đakovo, VK Kruna, VK Vinkovci i VK Mursa

## Treninzi i utakmice
- Treninzi i utakmice su se održavali na bazenima u Đakovu. U 2013. godini u Slavonskom Brodu na Vijušu se otvaraju zatvoreni bazeni na kojima će se odvijati treninzi vaterpola te će se održavati razna natjecanja. Bazeni su dimenzijama 50 x 25 m (vanjski bazen) 33x25 m, 25x16 i dječji bazen (unutrašnji bazeni). Na tribinama u zatvorenom djelu je predviđeno 512 mjesta, a na vanjskom dijelu za 815 sjedećih mjesta. Od početka 2013. godine počinju upisi djece u školu plivanja gdje se radi kategorizacija za plivanje i vaterpolo.